# Hedychium hasseltii
Hedychium hasseltii är en enhjärtbladig växtart som beskrevs av Carl Ludwig von Blume. Hedychium hasseltii ingår i släktet Hedychium och familjen Zingiberaceae. Inga underarter finns listade i Catalogue of Life.